# Coquillettidia metallica
Coquillettidia metallica är en tvåvingeart som först beskrevs av Theobald 1901.  Coquillettidia metallica ingår i släktet Coquillettidia och familjen stickmyggor. Inga underarter finns listade i Catalogue of Life.